# Roselita
La roselita es un mineral de la clase de los minerales fosfatos, y dentro de esta pertenece al llamado “grupo de la roselita”. Fue descubierta en 1824 en una mina en el distrito de los Montes Metálicos Centrales de los montes Metálicos, en el estado de Sajonia (Alemania), siendo nombrada así en honor de Gustav Rose, mineralogista alemán.

## Características químicas
Es un arseniato hidratado de calcio y cobalto. Todos los minerales del grupo de la roselita son arseniatos o sulfatos monoclínicos. Dimorfo monoclínico de la β-roselita, que es del sistema cristalino triclínico. Isoestructural con la brandtita (Ca2Mn2+(AsO4)2·2H2O), con la misma cristalización pero que en lugar de cobalto tiene manganeso. 
Es el análogo con cobalto de la wendwilsonita (Ca2Mg(AsO4)2·2H2O), mineral con el que forma una serie de solución sólida en la que la sustitución gradual del cobalto por magnesio va dando los distintos minerales de la serie.
Además de los elementos de su fórmula, suele llevar como impureza algo de magnesio.

## Formación y yacimientos
Es un mineral de aparición rara, formado como secundario en los yacimientos de alteración hidrotermal de minerales del cobalto.
Suele encontrarse asociado a otros minerales como: cuarzo, calcedonia o talmessita.